# Perkin (cratère)
Pour les articles homonymes, voir Perkin.
Perkin est un cratère lunaire situé sur la face cachée de la Lune. Le cratère Perkin est situé au nord-ouest du cratère Guillaume et dans les environs immédiat des cratères Dunér, D'Alembert et Langevin. Il forme une paire de cratères identiques et de même taille avec son voisin Debye.
Les bords du cratère ont été déformés par des impacts ultérieurs notamment par plusieurs craterlets dans sa partie nord-est. L'ensemble du cratère est grandement raviné et érodé. 
En 1970, l'Union astronomique internationale lui a attribué le nom de Perkin en l'honneur de l'astronome américain Richard Scott Perkin.